# Carl Froelich
Pour les articles homonymes, voir Froelich.
Carl Froelich, né le 5 septembre 1875 à Berlin et mort le 12 février 1953 à Berlin-Ouest, est un réalisateur et un pionnier du cinéma allemand.

## Biographie
Carl Froelich est le fils d'un employé des postes de Berlin. Il fait des études d'électro-technique à Darmstadt et à Berlin, puis travaille chez Siemens.

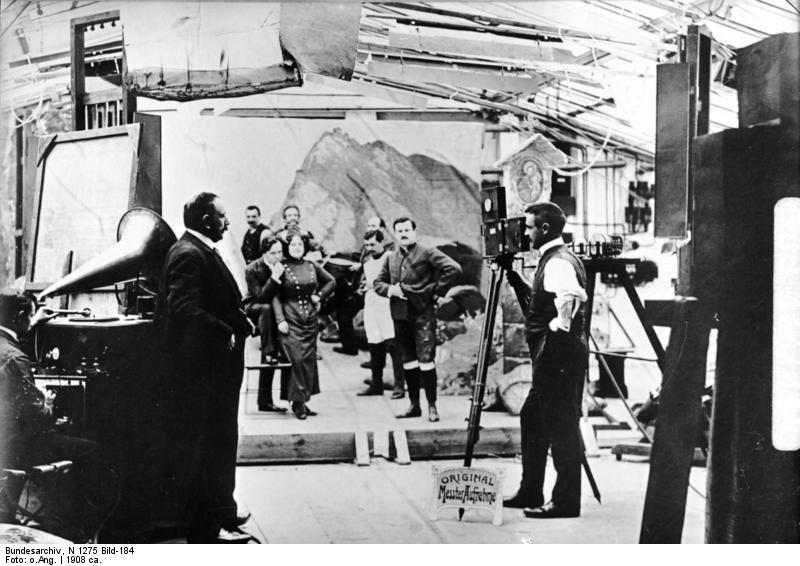
Carl Froelich dirigeant Die Regimentstochter (1908) au côté de Oskar Messter.

Il travaille à partir de 1903 avec Oskar Messter, pionnier du cinéma allemand, en tant que cadreur pour les actualités cinématographiques. Il filma en particulier la catastrophe ferroviaire de la Hochbahn (métro régional berlinois) de Berlin du 28 septembre 1908.
Entre 1912 et 1951 il réalise ou produit 77 films. Il commence sa carrière de réalisateur avec un film sur Richard Wagner en 1913. Il fonde sa propre société de production, la Froelich-Film GmbH, en 1920, et produit de nombreux films du cinéma muet qui marquent les esprits d'alors, comme Kabale und Liebe en 1921, ou Mutter und Kind en 1924 d'après l'œuvre de Friedrich Hebbel. Henny Porten, qui avait débuté dans ses premiers films en tant qu'actrice, collabore avec lui pour ses scénarios et ses productions.
Il réalise le premier film parlant allemand en 1929, Die Nacht gehört uns (La Nuit nous appartient). Il acquiert en 1930 des bâtiments à Tempelhof, dans la banlieue de Berlin, qui deviendront alors ses propres studios de tournage et ateliers de cinéma. Il produit les premiers films en couleur. Il est le directeur artistique du film de Leontine Sagan en 1931, Jeunes filles en uniforme. À partir de 1933, il lance des acteurs aussi célèbres que Hans Albers, Heinz Rühmann, Ingrid Bergman, ou Zarah Leander…
Contrairement à beaucoup d'acteurs ou producteurs de l'époque qui avaient adhéré au parti par pur opportunisme matériel, Froelich fait partie de la minorité de ceux qui ont pris leur carte au NSDAP par conviction. Il devient alors membre de plusieurs organisations officielles de l'industrie cinématographique allemande. Il devient même de 1939 à 1945 président de la Reichsfilmkammer. Cette organisation était une filiale de la Reichskulturkammer, voulue par Goebbels, qui agissait comme un organe syndical pour contrôler l'activité culturelle de l'Allemagne soumise au parti national-socialiste. Aussi, il est emprisonné par les Alliés à la chute du Troisième Reich, puis dénazifié en 1948. Ses studios sont complètement détruits. Il ne réalise plus que deux films après la guerre, Drei Mädchen spinnen et Stips.
Carl Froelich était l'époux depuis 1938 de l'actrice Edith Elisabeth Faust.

## Filmographie

### Réalisateur de films muets
- 1911 : Zu spät
- 1913 : Richard Wagner
- 1914 : Le Tyrol en armes (de) (Tirol in Waffen)
- 1916 : Der Schirm mit dem Schwan
- 1919 : Der Liebesroman der Käthe Keller
- 1921 : Les frères Karamazov (Die Brüder Karamasoff)
- 1921 : Die Toteninsel
- 1921 : Irrende Seelen
- 1921 : Im Banne der Kralle
- 1922 : Don Correa
- 1922 : Josef und seine Brüder
- 1922 : Luise Millerin
- 1923 : Der Wetterwart
- 1924 : Mutter und Kind
- 1924 : Das Abenteuer der Sybille Brandt
- 1925 : Kammermusik
- 1925 : Tragödie
- 1926 : Die Flammen lügen
- 1926 : Rosen aus dem Süden
- 1926 : Wehe, wenn sie losgelassen
- 1927 : Die große Pause
- 1927 : Meine Tante - deine Tante
- 1928 : Violantha
- 1928 : Liebe im Kuhstall
- 1928 : Lotte
- 1928 : Zuflucht
- 1929 : Die Frau, die jeder liebt, bist du ?

### Réalisateur de films parlants
- 1929 : Die Nacht gehört uns (version française : La Nuit est à nous)
- 1930 : La nuit est à nous, version française de Die Nacht gehört uns (non crédité, coréalisateur avec Roger Lion), avec Marie Bell et Henry Roussel
- 1930 : Brand in der Oper, sorti aux États-Unis sous le titre Fire in The Opera House, en Italie sous le titre L'Incendio dell'Opera, avec Gustaf Gründgens
- 1930 : Hans in allen Gassen (version française réalisée par André-Paul Antoine : La Folle Aventure)
- 1931 : Luise, Königin von Preußen, à propos de la reine Louise de Prusse, sorti à New York en 1932 sous le titre Luise, Queen of Prussia, avec Henny Porten et Gustaf Gründgens
- 1931 : Mitternachtsliebe (Les Amours de minuit dans la version française), avec Danièle Parola
- 1932 : Mieter Schulze gegen alle
- 1932 : Gitta entdeckt ihr Herz, sorti aux États-Unis en 1932 sous le titre Gitta Discovers Her Heart
- 1932 : Die, oder keine, sorti en 1935 aux États-Unis sous le titre She, or nobody
- 1932 : Liebe auf der ersten Ton
- 1933 : Der Choral von Leuthen, coréalisé avec Arzén von Cserépy, sorti aux États-Unis en 1935 sous le titre The Anthem of Leuthen, à propos du roi Frédéric II de Prusse, avec Olga Tschechowa, Otto Gebühr et Veit Harlan
- 1933 : Reifende Jugend, sorti en Italie sous le titre Giovinezza et aux États-Unis en 1936 sous le titre The Growing Youth
- 1934 : Ich für dich, du für mich
- 1934 : Volldampf voraus! ou Blau ist das Meer (en Autriche)
- 1934 : Schlagerpartie
- 1934 : Frühlingsmärchen, sorti aux États-Unis en 1935 sous le titre Spring Fairy Tale
- 1934 : Krach um Jolanthe, avec Marianne Hoppe
- 1935 : Oberwachtmeister Schwenke, sorti en France sous le titre Le Policier Schwenke (de)
- 1935 : Liselotte von der Pfalz, sorti en Italie sous le titre Cortigiane di re sole et aux États-Unis sous le titre Private Life of Louis XIV
- 1935 : Ich war Jack Mortimer, sorti en Italie sous le titre La grande colpa, avec Hilde Hildebrand
- 1936 : Les Vaincus (Traumulus), avec Emil Jannings et Hilde Weissner
- 1936 : Wenn der Hahn kräht, sorti aux États-Unis en 1936 sous le titre When The Cock Crows, avec Heinrich George et Marianne Hoppe
- 1936 : Wenn wir alle Engel wären, sorti aux États-Unis en 1937 sous le titre If We All Were Angels
- 1937 : Die ganz großen Torheiten, avec Paula Wessely
- 1938 : Die Umwege des schönen Karl, avec Heinz Rühmann, sorti en 2008 en anglais sous le titre Mr Kramer goes to Berlin
- 1938 : Heimat, sorti en France et aux États-Unis sous le titre de Magda, avec Zarah Leander
- 1938 : Die vier Gesellen, sorti aux États-Unis sous le titre The Four Companions et en France, sous le titre Quatre Filles courageuses, avec Ingrid Bergman
- 1939 : Mona Lisa
- 1939 : Es war eine rauschende Ballnacht, sorti aux États-Unis sous le titre That Night at the Ball et en France sous le titre Pages immortelles, à propos de Tchaïkovsky
- 1940 : Katharina I. von Russland, en Australie : Catherine the Great, à propos de Catherine la Grande
- 1940 : Marie Stuart (Das Herz der Königin), aux États-Unis : The Heart of a Queen
- 1941 : Der Gasmann, avec Heinz Rühmann, jouant un personnage accusé d'espionnage
- 1942 : Hochzeit auf dem Bärenhof
- 1944 : Famille Buchholz (Familie Buchholz)
- 1944 : Neigungsehe
- 1950 : Drei Mädchen spinnen ou Mutti muß heiraten
- 1951 : Stips